# West Paris
West Paris ist eine Town im Oxford County des Bundesstaates Maine in den Vereinigten Staaten. Im Jahr 2020 lebten dort 1766 Einwohner in 815 Haushalten auf einer Fläche von 63,20 km².

## Geographie
Nach dem United States Census Bureau hat West Paris eine Gesamtfläche von 63,20 km², von der 62,78 km² Land sind und 0,41 km² aus Gewässern bestehen.

### Geographische Lage
West Paris liegt im Südosten des Oxford Countys. Der Little Androscoggin River durchfließt das Gebiet der Town in südlicher Richtung. Im Nordosten liegt der Moose Pond. Die Oberfläche des Gebietes ist leicht hügelig, die höchste Erhebung ist der 459 m hohe The Pinnacle.

### Nachbargemeinden
Alle Entfernungen sind als Luftlinien zwischen den offiziellen Koordinaten der Orte aus der Volkszählung 2010 angegeben.
- Norden: Woodstock, 9,5 km
- Nordosten: Peru, 18,7 km
- Osten: Sumner, 9,4 km
- Südosten: Buckfield, 14,0 km
- Süden: Paris, 8,3 km
- Westen: Norway, 12,5 km

### Stadtgliederung
In West Paris gibt es mehrere Siedlungsgebiete: Bates, Dean Neighborhood, Forbes District, Hungry Hollow, North Paris, Porter District, Trap Corner, Snow Falls, Tuell Town und West Paris.

### Klima
Die mittlere Durchschnittstemperatur in West Paris liegt zwischen −8,3 °C (17 °F) im Januar und 20,0 °C (68 °F) im Juli. Damit ist der Ort gegenüber dem langjährigen Mittel Maines um etwa 2 Grad kühler. Die Schneefälle zwischen Oktober und Mai liegen mit deutlich mehr als zwei Metern (bei einem Spitzenwert im Januar von knapp 50 cm) ungefähr doppelt so hoch wie die mittlere Schneehöhe in den USA. Die tägliche Sonnenscheindauer liegt am unteren Rand des Wertespektrums der USA.

## Geschichte
Den Land-grant für Paris bekamen im Jahr 1771 Captain Joshua Fuller und weitere 64 Personen seiner Gesellschaft für ihre Dienste im Siebenjährigen Krieg in Nordamerika. Die Besiedlung startete 1779 im Gebiet von Paris Hill. Eine erste Kirche wurde 1795 gebaut. Als Town wurde Paris am 20. Juni 1793 organisiert, zuvor war das Gebiet als Plantation No. 4 bekannt. Nachdem das Oxford County im Jahr 1805 gegründet worden war, wurde Paris Shire Town des Oxford Countys. Zu den bekanntesten Einwohnern gehörte der in Paris geborene Hannibal Hamlin.
West Paris spaltete sich 1957 von Paris ab und wurde im September 1957 als eigenständige Town organisiert.

### Einwohnerentwicklung
| Volkszählungsergebnisse – Town of West Paris, Maine | Volkszählungsergebnisse – Town of West Paris, Maine | Volkszählungsergebnisse – Town of West Paris, Maine | Volkszählungsergebnisse – Town of West Paris, Maine | Volkszählungsergebnisse – Town of West Paris, Maine | Volkszählungsergebnisse – Town of West Paris, Maine | Volkszählungsergebnisse – Town of West Paris, Maine | Volkszählungsergebnisse – Town of West Paris, Maine | Volkszählungsergebnisse – Town of West Paris, Maine | Volkszählungsergebnisse – Town of West Paris, Maine | Volkszählungsergebnisse – Town of West Paris, Maine |
| Jahr                                                | 1900                                                | 1910                                                | 1920                                                | 1930                                                | 1940                                                | 1950                                                | 1960                                                | 1970                                                | 1980                                                | 1990                                                |
| --------------------------------------------------- | --------------------------------------------------- | --------------------------------------------------- | --------------------------------------------------- | --------------------------------------------------- | --------------------------------------------------- | --------------------------------------------------- | --------------------------------------------------- | --------------------------------------------------- | --------------------------------------------------- | --------------------------------------------------- |
| Einwohner                                           |                                                     |                                                     |                                                     |                                                     |                                                     |                                                     | 1050                                                | 1171                                                | 1390                                                | 1514                                                |
| Jahr                                                | 2000                                                | 2010                                                | 2020                                                | 2030                                                | 2040                                                | 2050                                                | 2060                                                | 2070                                                | 2080                                                | 2090                                                |
| Einwohner                                           | 1722                                                | 1812                                                | 1766                                                |                                                     |                                                     |                                                     |                                                     |                                                     |                                                     |                                                     |

## Kultur und Sehenswürdigkeiten

### Bauwerke
In West Paris wurden mehrere Bauwerke und ein Distrikt unter Denkmalschutz gestellt und ins National Register of Historic Places aufgenommen.
- Arthur L. Mann Memorial Library, 1989 unter der Register-Nr. 88003016.[10]
- Stearns Hill Farm, 2009 unter der Register-Nr. 09000014.[11]
- West Paris Lodge No. 15, I.O.O.F., 2012 unter der Register-Nr. 11001058.[12]

## Wirtschaft und Infrastruktur

### Verkehr
Die Maine State Route 26 verläuft in nordsüdlicher Richtung durch die Town. Im Village Trap Corner kreuzt die in westöstlicher Richtung verlaufende Maine State Route 219.

### Öffentliche Einrichtungen
Krankenhäuser und medizinische Einrichtungen für die Bevölkerung von West Paris befinden sich in South Paris, Norway, Canton, Dixfield und Rumford.
Die Arthur L. Mann Memorial Library hat ihre Anfänge im Jahr 1889, als sich einige Bewohner trafen und über die Möglichkeit der Gründung einer Bücherei sprachen. Sie gründeten die West Paris Library Association. Die Mitglieder mussten eine Jahresgebühr bezahlen. Im Jahr 1924 wurde sie zu einer freien Bücherei. Eine Zeitlang befand sich die Bücherei im Post Office, da der Bibliothekar gleichzeitig der Post-Master war. Danach zog sie in den Baumarkt, als der Bibliothekar wechselte. Sie zog weiter in verschiedene Geschäfte und Wohnhäuser, bis sie 1926 in ihre heutige Heimat, das Gebäude der Arthur L. Mann Memorial Library, umzog. Das Grundstück und ein Startkapital für die Bücherei wurden durch die Familie Mann gespendet. Sie wurde gestaltet durch das Architekturbüro Gibbs & Pulsifer aus Lewiston. Eine Erweiterung wurde im Jahr 2010 eingeweiht.

### Bildung
West Paris gehört mit Harrison, Hebron, Norway, Otisfield, Oxford, Paris und Waterford zum Oxford Hills School District auch MASD17.
Im Schulbezirk werden folgende Schulen angeboten:
- Waterford Memorial School in Waterford, Schulklassen Pre-Kindergarten bis 2
- Agnes Gray Elementary in West Paris, Schulklassen Pre-Kindergarten bis 6
- Harrison Elementary in Harrison, Schulklassen 3 bis 6
- Hebron Station  in Hebron, Schulklassen Pre-Kindergarten bis 6
- Otisfield Community in Otisfield, Pre-Kindergarten bis 6
- Oxford Elementary in Oxford, Schulklassen Pre-Kindergarten bis 6
- Paris Elementary in Paris, Schulklassen Pre-Kindergarten bis 6
- Guy E. Rowe Elementary in Norway, Schulklassen Pre-Kindergarten bis 6
- Oxford Hills Middle School in South Paris, Schulklassen 7 bis 8
- Oxford Hills Comprehensive High School in South Paris, Schulklassen 9 bis 12

## Persönlichkeiten

### Persönlichkeiten, die vor Ort gewirkt haben
- Sterling Noel (1903–1984), Science-Fiction-Autor und Journalist